# Stan Moody
Stan Moody, född 14 september 2006, är en brittisk snookerspelare från Halifax, West Yorkshire.

## Bakgrund
Moody, en elev vid Ryburn Valley High School i Sowerby Bridge, Yorkshire, började spela snooker år 2015 efter att först ha spelat biljard under en familjesemester. Från 2019 började Moody träna snooker på Levels i Huddersfield. Han vann engelska nationella snookermästerskap på nivåerna: under-14, under-16 och under-18.

## Karriär
- År 2022: Vinner sin första TV-sända match, som 15-åring, över Lu Ning i första rundan av Snooker Shoot-Out. Förlorar därefter till Oliver Lines bland de 64 kvarvarande.
- År 2023: I februari 2023 vann han finalen med 5–1 över Liam Pullen i WSF World Junior Championship i Sydney i Australien, och med det ett 2-årskort på World Snooker Tour som började med snookersäsongen 2023–24. Når andra rundan i World Championship efter vinst över Andres Petrov med 10–7.

## Titlar

### Övriga titlar
- WSF World Junior Campionship – 2023